# Christian von Koenigsegg
Christian Erland Harald von Koenigsegg (ur. 2 lipca 1972) – założyciel szwedzkiej marki produkującej samochody sportowe, wyścigowe oraz supersamochody – Koenigsegg.

## Życiorys
Urodzony w Szwecji, w rodzinie o niemieckich korzeniach. Christian miał zaledwie 5 lat, gdy po raz pierwszy zobaczył norweski film poklatkowy („Grand Prix Pinchcliffe”) o naprawiaczu rowerów, który buduje własny samochód wyścigowy i wygrywa wyścig wbrew przeciwnościom. Film zrobił na nim ogromne wrażenie, inspirując młodego Christiana do stworzenia idealnego samochodu sportowego. Christian von Koenigsegg od dzieciństwa fascynował się maszynami, rozkładając na części magnetowidy czy tostery, aby zrozumieć, jak działają i jak można je ulepszyć. Jako nastolatek zdobył nawet reputację najlepszego tuningowca motorowerów w swoim mieście. Około 17 lat później, mimo wszelkich przeciwności, zrealizował swoje marzenie.W młodości pracował w salonie samochodowym oraz zajmował się tuningiem skuterów.
W wieku 19 lat założył firmę handlową, specjalizującą się w imporcie towarów z USA do krajów Europy Wschodniej. W ciągu trzech lat zgromadził wystarczające środki finansowe, aby w 1994 roku, w wieku 22 lat, założyć firmę Koenigsegg, zajmującą się produkcją super samochodów, pomimo braku formalnego wykształcenia technicznego lub inżynieryjnego. Obecnie wraz z żoną Halldorą pełni funkcje menedżerskie w tej firmie.